# Oscar Hammerstein I
Pour les articles homonymes, voir Hammerstein (homonymie).
Oscar Hammerstein I (1846-1919) est un homme d'affaires d'origine allemande, impresario de théâtre. Sa passion pour l'opéra l'a conduit à ouvrir plusieurs salles à New York.
Il est le grand-père d'Oscar Hammerstein II (1895-1960).

## Biographie

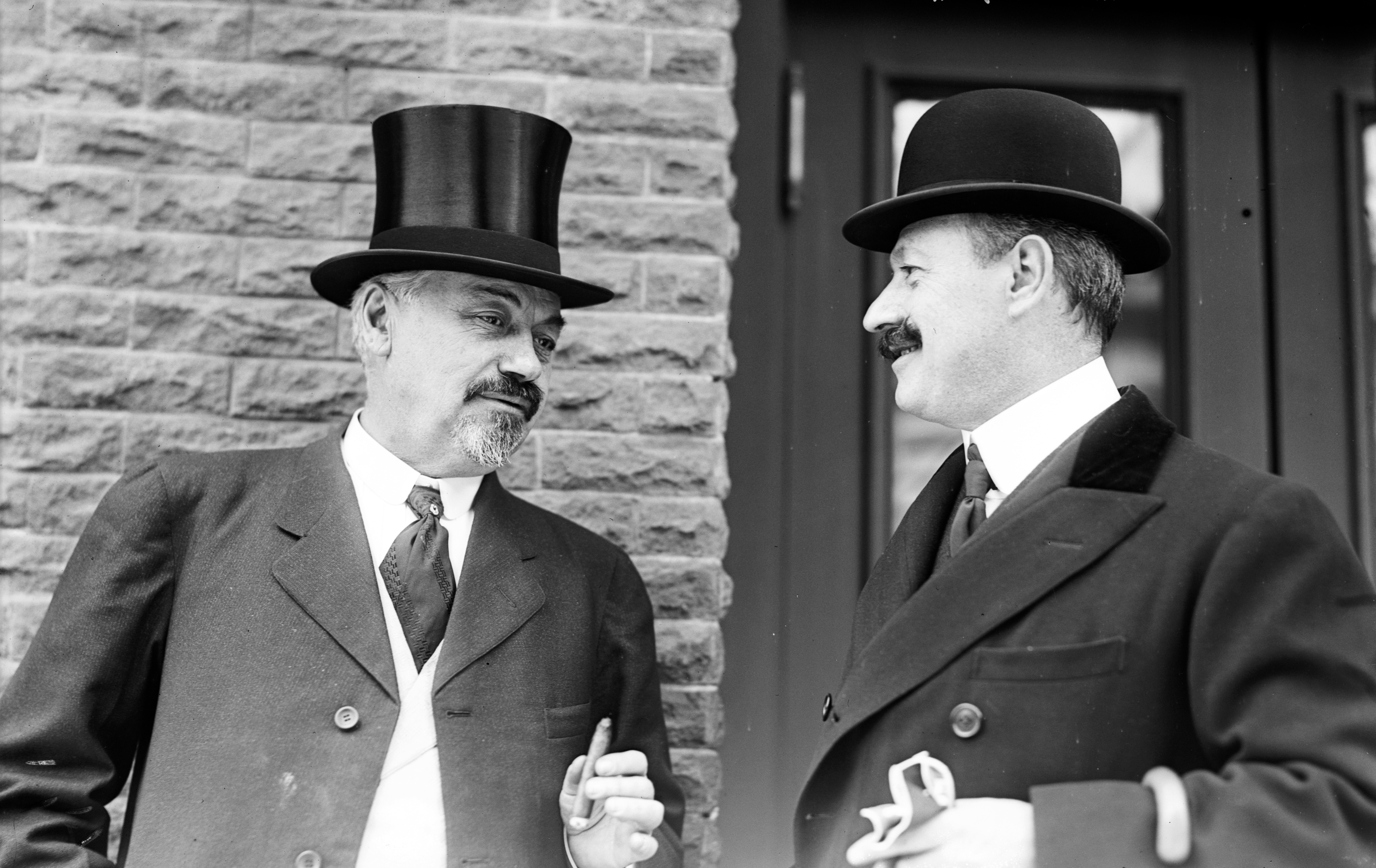
Oscar Hammerstein (à gauche) avec le chef d'orchestre italien Cleofonte Campanini (1860–1919).

Oscar Hammerstein naît le 8 mai 1846 à Stettin en Prusse dans une famille juive. Il apprend la flûte, le piano et le violon. Après avoir vendu son violon, il se rend à Liverpool, et de là effectue un voyage de trois mois vers les États-Unis et arrive en 1864 à New York. Il travaille dans une fabrique de cigares à Pearl Street, et fonde l'U.S Tobacco Journal. Il dépose 80 brevets concernant la fabrique de cigares.
Avec sa fortune acquise, il construit son premier théâtre, le Harlem Opera House, en 1889 dans la 125e Rue. Son second théâtre, Columbus Theatre, est construit en 1890 dans la même rue. Le troisième théâtre, Manhattan Opera House, est construit en 1893 sur la 34e Rue. En 1895 il ouvre le Olympia Theatre à Longacre Square, et y présente en 1896 un opéra comique qu'il écrit lui-même, Santa Maria, reçu positivement par le New York Times. Il construit par la suite trois autres salles, le Victoria Theatre (1899), le Theatre Republic (1900) et le Lew Fields Theatre (1901). Il écrit une comédie musicale Punch, Judy & Co en 1903. En 1906 il ouvre une huitième salle, puis le Philadelphia Opera House en 1908, qu'il revend en 1910.
Il meurt le 1er août 1919 à Manhattan à la suite de problèmes pulmonaires. Le Manhattan Opera House a été renommé Hammerstein Ballroom en son honneur.

### Famille
Oscar Hammerstein a eu quatre fils : Abe, Harold, Arthur, Willie et deux filles: Stella et Rose. Sa petite fille Elaine a été actrice du cinéma muet et son petit fils Oscar Hammerstein II a été producteur et librettiste.

## Œuvres
- 1896 : Santa Maria – opéra comique[8] – compositeur, producteur
- 1901 : Sweet Marie – comédie musicale – producteur
- 1903 : Resurrection – pièce de théâtre – producteur
- 1903 : Punch, Judy & Co. – musical – compositeur, producteur
- 1910 : Hans, the Flute Player – opéra – producteur
- 1910 : Naughty Marietta – opérette – producteur
- 1914 : The Universal Boy - court-métrage

## Dans la fiction

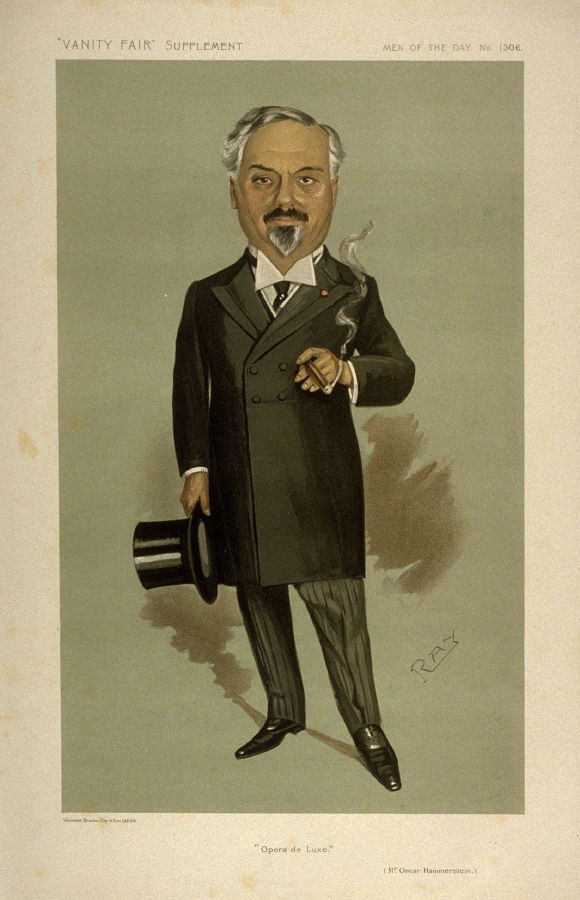
Portrait dans Vanity Fair en 1911.

Son personnage, interprété par Robert Morley, figure dans le film biographique britannique La Valse de Monte-Carlo sorti en 1953. Le personnage apparaît également dans le film Les Dolly Sisters sorti en 1945.